# رابط مجازی شبکه
رابط مجازی شبکه (VIF) (به انگلیسی: virtual network interface) یک نمایش انتزاعی مجازی از رابط شبکه کامپیوتر است که ممکن است مستقیماً با کارت شبکه مطابقت داشته باشد یا نداشته باشد.

## سطح سیستم عملیاتی
برای سیستم عملیاتی کرنل رایج است که یک فهرست رابط (interface)های مجازی شبکه را در حافظه ذخیره کند. این کار ممکن است به سیستم اجازه بدهد که اطلاعاتی نظیر این را به‌طور مستقل از رابط فیزیکی مرتبط ذخیره کند و روی آن عملیات انجام بدهد (حتی اگر رابط فیزیکی مستقیم یا به‌طور مثال یک تونل یا یک رابط پل شده باشد). این کار حتی اجازه می‌دهد تا فرایندهای روی سیستم با شبکه مربوطه به‌طور ذره ای تری ارتباط داشته باشند تا اینکه تنها یک «اینترنت» بی‌شکل (با قابلیت یا عملکرد ناشناخته) را در نظر بگیرند.
ریچارد استیونز، در کتاب دوم رساله اش به عنوان TCP/IP مصور در بحثش درمورد مسیریابی چند بخشی به لیست رابط مجازی کرنل اشاره می‌کند. برای مثال، یک مسیریاب چند بخش ممکن است در رابط‌هایی که تونل‌ها را نمایش می‌دهند نسبت به رابط‌های فیزیکی متفاوت عمل کند (مثلا ممکن است فقط بخواهد که اطلاعات عضویت را برای رابط فیزیکی جمع کند). بنابراین رابط مجازی نیاز دارد که مشخصاتی برای کاربر فاش کند، مثلاً اینکه یک رابط فیزیکی را مستقیماً نمایش می‌دهد یا خیر.
یک چارچوب رابط مجازی علاوه بر اینکه به برنامه‌های فضای کاربر اجازه می‌دهد تا به اتصالات واسط شبکه انتزاعی مراجعه کنند، در برخی سیستم‌ها ممکن است به فرایندها اجازه دهد تا با تقسیم سلسله مراتبی آن به واسط‌های انتزاعی، اشتراک‌گذاری یک رابط فیزیکی معین (فراتر از رفتار سیستم عامل پیش‌فرض) را با محدودیت‌های پهنای باند مشخص و مدل‌های صف بهتر هماهنگ کنند. این می‌تواند به محدودیت‌های فرایند اشاره داشته باشد، مثلاً با به ارث بردن از چنین سلسله مراتبی ای که نمی‌تواند از آن فاصله بگیرد.
این لایهٔ اضافهٔ انتزاع شبکه گاهی غیر ضروری است، و ممکن است یک جریمه جزئی عملکرد داشته باشد. با اینحال، ممکن است که از چنین لایه ای برای غلبه کردن بر تنگنای عملکردی استفاده کرد، حتی می‌توان از کرنل به جهت بهینه‌سازی میان بر زد.

## لایهٔ برنامه
عبارت VIF همچنین زمانی به کار می‌رود که برنامه رابط شبکه را انتزاعی کند یا تصویر سازی کند. از آنجایی که بیشتر نرم‌افزارها نیازی ندارند که نگران اجزای رابط شبکه باشند، و چون انتزاعی سازی مقصد ممکن است از طریق سیستم در حال عملیات در دسترس باشد، استفاده از آن نادر است.